# Пећка епархија
Пећка епархија је некадашња епархија Српске православне цркве од 1912. до 1931.
Епархија је створена указом црногорског краља Николе од 24. новембра 1913. године, а укинута је 1931. године, када је њено подручје враћено у састав Рашко-призренске епархије.

## Историја

### Цетињска митрополија
Крајем 1912. године, након ослобођења цјелокупног подручја Рашко-призренске епархије од турске власти у Првом балканском рату, покренуто је питање о уређењу црквене управе на тим просторима. Према споразуму између Србије и Црне Горе од 12. новембра 1913. године, извршено је разграничење према којем су области око Пећи, Берана, Бијелог Поља и Пљеваља припале Црној Гори.
У вријеме ослобођења, рашко-призренски митрополит је био Гаврило Дожић, који је припадао јерархији Цариградске патријаршије. Пошто је још од раније уживао повјерење црногорског краља Николе, митрополит Гаврило Дожић је успио да задржи епархијску власт над оним дијелом Рашко-призренске епархије који је припао Краљевини Црној Гори. На том подручју је крајем 1913. године створена посебна Пећка епархија на челу са Гаврилом Дожићем, који је задржао почасни наслов митрополита. Новостворена Пећка епархија је тада укључена у састав црквене области којој су припадале Цетињска митрополија и Захумско-рашка епархија.
Почевши од 1913. године сједиште Гаврила Дожића као пећког митрополита било је у манастиру Пећкој патријаршији. Пећку митрополију су сачињавала четири протопрезвитеријата (пећки, берански, бјелопољски и пљеваљски) са шест манастира: Пећка патријаршија, Високи Дечани, Ђурђеви Ступови, Света Тројица, Света Богородица-Довоља и Св. арханђел Михаило-Арханђелово.
Православни народ и црквене установе на одручју ове епархије тешко су пострадали за вријеме аустроугарске окупације у Првом свјетском рату.

### Српска патријаршија
У раздобљу од 1918. до 1920. године Пећка епархија је на челу са Гаврилом Дожићем одиграла значајну улогу у васпостављању јединствене Српске православне цркве. Као пећки владика Гарило Дожић је учествовао у историјској сједници Светог синода која је одржана 16. (29) децембра 1918. године на Цетињу, а на којој је донијета одлука о уједињењу Православне цркве у Црној Гори са Православном црквом у Србији и осталим српским црквеним областима.
Након спровођења црквеног уједињења током 1920. године, Пећка епархија је ушла у састав обновљене Српске патријаршије. Пошто је Гаврило Дожић исте године изабран за новог црногорског митрополита, упражњена Пећка епархија је повјерена на управу новом рашко-призренском епископу Михаилу Шиљку. Већ у то вријеме, поставио се низ питања о канонском статусу ове епархије и враћању њеног подручја у састав Рашко-призренске епархије. Пошто је српски патријарх носио званични наслов пећког архиепископа, поставило се питање о оправданости постављања посебног "пећког" епископа, те је стога разматрана и промјена имена ове епархије, а самим тим и наслова њеног епископа. Међутим, ни једно од ових питања није ријешено, тако да је 1926. године дошло до избора Јеротеја Гавриловића за новог епархијског архијереја у Пећкој епархији, са насловом пећког епископа.
Доношењем првог Устава Српске православне цркве (1931) извршено је преуређење разних епархија, укључујући и дотадашњу Пећку епархију која је укинута. Након арондације Пећке епархије протопрезвитеријати берански и бјелопољски су ушли у састав Митрополије црногорско-приморске, пљеваљски у састав Митрополије дабробосанске, а Метохија у састав Епархије рашко-призренске, са изузетком Пећког манастира који је проглашен ставропигијом и стављен под непосредну надлежност српског патријарха.

## Епископи
- Гаврило Дожић (1913—1920), митрополит
- Михаило Шиљак (1920—1926), администратор
- Јеротеј Гавриловић (1926—1931), епископ